# Југолира
Југолира или „Б” лира била је посебан окупациони новац и привремено средство плаћања за подручја под управом Југославенске армије, која су још увек формално припадала Италији. Новац који је био у оптицају од 1945—1947. године, штампала је Господарска банка за Истру, Ријеку и Словенско приморје 1945. године са вредношћу израженом у лирама. У односу на југословенски динар Лира „Б” била је у односу: 10 „Б”" лира (југолира) = 1 југословенски динар.

## Називи
Емисија се службено називала „Б” лира, али су је у народу називала и „Титина лира” (Титова лира), „barchette” (лира са баркама), „Тршћанска лира” или „југолира” (југословенска лира).

## Историјат
Када Истра и Ријека, по завршетку Другог светског рата још нису биле формално унутар граница Југославије, Слободна Територија Трста или Зона Б, налазе се под управом ЈНА, са седиштем у Опатији.
Нова власт на овој територији увела је нову валуту „Б” лиру, јер југословенски динар није постао званична валута. За њу је гарантовала Господарска банка за Истру, Ријеку и Словенско приморје.
Службени курс је био 100 „Б” лира за 30 динара. За овдашње људе то је било готово свеједно, будући да се због послератне несташице; хранеа, одећа и обућа добијала на бонове.
Међутим за повратнике из Европе и Америке, новац је вредео двоструко више!
Економски ова валута која је за повратнике из Европе и Америке, вредела двоструко више, није имала куповну моћ изван подручја Б, јер је италијанских лира морала да се обавезно конверзију у „југолире”" по курсу 1 : 1. Тако су сви који су доносили италијанску лиру на подручје зоне Б, исту ковертовали у „Б” лиру. Тиме су омогућили југословенским властима да прикупе за своје потребе, релативно стабилну валуту у тадашњој Европи, по попвољном курсу.
„Б” лира није имала кованице, већ су у оптицају биле само папирне новчанице. Новчанице су штампане у Љубљани и Загребу, у девет апоена од 1 до 1000 „Б” лира.
Повучене су из оптицаја у септембру 1947. године и замењене новчаницама југословенског динара.